# 代特 (南达科他州)
代特是美国南達科他州珀金斯縣的一个鬼镇。

## 历史
代特镇在19世纪末期建立；1900年，代特邮局成立，而该邮局一直运营直到1955年。该镇的名称来自一位名叫代特·彼得森（Date Peterson）的早期定居者。